# Silberner Opti
Die Regatta Silberner Opti ist eine mehrtägige jährliche Segelveranstaltung im Mai der Bootsklasse Optimist (kurz: Opti) auf der Kieler Förde vor dem Olympiazentrum Schilksee in der Strander Bucht.
Die Regatta wird vom TSV Schilksee seit 1968 jährlich für Opti-B Segler (Opti-Segler bis zum Alter von 12 Jahren) ausgerichtet. Sie ist die größte deutsche Opti-Regatta und ist seit 2007 wieder international ausgerichtet. Die Regatta hat einen hohen Stellenwert, vergleichbar mit den nationalen Meisterschaften, da neben dem Silbernen Opti auch zeitgleich der Goldene Opti für Opti-A Segler veranstaltet (Kurzform: GOSO) wird. Im Jahr 2018 fand der 50. 'GOSO', der Goldene und Silberne Optimist statt. An der Jubiläumsveranstaltung nahmen 500 Optimisten aus 10 Ländern teil. Es wird aber auf getrennten Bahnen gesegelt.

## Siegerliste Silberner Opti (die letzten 10 Jahre)
| Jahr | Nation      | Name               | Verein                                         |
| ---- | ----------- | ------------------ | ---------------------------------------------- |
| 2025 | Deutschland | Johann Engel       | Kieler Yacht-Club                              |
| 2024 | Deutschland | Lothar Sorg        | Kieler Yacht-Club                              |
| 2023 | Deutschland | Felix Macharzina   | Segelverein Schluchsee                         |
| 2022 | Deutschland | Simon Kiel         | Yacht-Club Bayer Leverkusen                    |
| 2021 | Deutschland | Tjelle Bonatz      | Kieler Yacht-Club                              |
| 2020 |             | ausgefallen        | Grund: COVID-19-Pandemie                       |
| 2019 | Deutschland | Nick Plinke        | Segelclub Monheim                              |
| 2018 | Deutschland | Cara Alicia Vieth  | Universitäts Sportclub München, Segelabteilung |
| 2017 | Deutschland | Marko Gomercic     | Wassersport-Club Gifhorn                       |
| 2016 | Deutschland | Iven Anton Fromm   | Segelclub Eckernförde                          |
| 2015 | Polen       | Dominik Sliwinskis | Yacht Klub Polski Gdynia                       |
| 2014 | Polen       | Igor Kuczys        | ARKA Gdynia                                    |

Quelle: 